# Jeremy Strong
Jeremy Strong (* 25. prosince 1978 Boston, Massachusetts) je americký filmový, televizní a divadelní herec. Objevil se v mnoha filmech natočených podle skutečných událostí, jako 30 minut po půlnoci, Lincoln, Nemocnice Parkland, Selma, Black Mass: Špinavá hra či Sázka na nejistotu. Za roli Kendalla Roye v seriálu Boj o moc získal cenu Emmy i Zlatý glóbus. 

## Život
Narodil se 25. prosince 1978 v Bostonu. Chodil na státní školy v Bostonu a Sudbury. Absolvoval na Yaleově univerzitě, kde také hrál v mnoha divadelních představeních. Studoval taktéž na Royal Academy of Dramatic Art a spolupracoval se společností Steppenwolf Theatre Company v Chicagu. Jeho debut na Broadwayi přišel v roce 2008. V období tří let byl třikrát nominován na cenu pro nejlepšího herce mimo Broadway. Objevil se ve hře A Man For All Seasons a vytvořil mnoho rolí mimo broadwayská jeviště.

## Filmografie

### Film
| Rok  | Název                        | Role                   | Poznámky       |
| ---- | ---------------------------- | ---------------------- | -------------- |
| 2008 | Humboldt County              | Peter                  |                |
| 2008 | Stalo se                     | vojín Auster           |                |
| 2009 | The Messenger                | voják, který se vrátil |                |
| 2009 | Otcohra                      | Bruce                  |                |
| 2009 | Contact High                 | Carlos                 |                |
| 2010 | Romantici                    | Pete                   |                |
| 2010 | Yes                          | muž                    | krátkometrážní |
| 2011 | Love Is Like Life But Longer | slepý muž              | krátkometrážní |
| 2012 | Lincoln                      | John George Nicolay    |                |
| 2012 | Robot a Frank                | Jake                   |                |
| 2012 | Please, Alfonso              | Alfonso                | krátkometrážní |
| 2012 | Dívka na útěku               | Brandon                |                |
| 2012 | 30 minut po půlnoci          | Thomas                 |                |
| 2013 | Nemocnice Parkland           | Lee Harvey Oswald      |                |
| 2014 | Soudce                       | Dale Palmer            |                |
| 2014 | Čas beznaděje                | Jack                   |                |
| 2014 | Selma                        | James Reeb             |                |
| 2015 | Black Mass: Špinavá hra      | Josh Bond              |                |
| 2015 | Sázka na nejistotu           | Vinny                  |                |
| 2017 | Černobílá spravedlnost       | právní zástupce Lang   |                |
| 2017 | Velká hra                    | Dean Keith             |                |
| 2019 | Ticho před bouří             | Reid Miller            |                |
| 2019 | Gentlemani                   | Matthew Berger         |                |
| 2020 | Chicagský tribunál           | Jerry Rubin            |                |
| 2022 | Armageddon Time              | Irving                 |                |
| 2024 | The Apprentice               | Roy Cohn               |                |

### Televize
| Rok       | Název          | Role        | Poznámky             |
| --------- | -------------- | ----------- | -------------------- |
| 2011-2013 | Dobrá manželka | Matt Becker | 5 dílů               |
| 2013      | Mob City       | Mike Hendry | 4 díly               |
| 2016      | Mystérium sexu | Art Dreesen | 9 dílů               |
| 2018–2023 | Boj o moc      | Kendall Roy | hlavní role; 39 dílů |